# Hồ sơ cá sấu
Hồ sơ cá sấu (tên cũ: Không lối thoát) là một bộ phim truyền hình thuộc loạt phim Cảnh sát hình sự được thực hiện bởi Trung tâm Phim truyền hình Việt Nam, Đài Truyền hình Việt Nam do Nguyễn Mai Hiền làm đạo diễn. Phim phát sóng vào lúc 21h40 thứ 5 và thứ 6 hàng tuần trên kênh VTV3 từ ngày 13 tháng 11 năm 2020 và kết thúc vào ngày 9 tháng 4 năm 2021. Bộ phim đã giành được giải Cánh Diều Vàng cho phim truyện truyền hình tại Giải Cánh diều lần thứ 19.

## Tổng quan
Hồ sơ cá sấu là một phần thuộc loạt phim Cảnh sát hình sự nổi tiếng. Với cốt truyện hấp dẫn và sự tham gia của nhiều diễn viên được yêu thích, cũng như nhiều phần phim Cảnh sát hình sự trước, Hồ sơ cá sấu nhận được sự quan tâm của dư luận Việt Nam từ khi chưa phát sóng. Vì có pha trộn nhiều yếu tố như hình sự, chính luận và tình cảm gia đình, bộ phim nhận được sự kỳ vọng sẽ mang đến một tác phẩm mới lạ cho khán giả. Đây được xem là bộ phim đánh dấu sự quay lại của Kiều Anh sau 3 năm không xuất hiện trong các dự án phim truyền hình.
Ngày 13 tháng 11 năm 2020, sau khi Cát đỏ kết thúc, bộ phim Hồ sơ cá sấu bắt đầu nối sóng trong khung giờ phim truyện Việt Nam từ 21h40 trên kênh VTV3. Tính từ thời điểm bộ phim phát sóng cho đến nay, đây là bộ phim truyền hình Việt Nam duy nhất làm về đề tài chính luận, còn lại đều là các tác phẩm khác đều về tình cảm và mâu thuẫn gia đình.

## Nội dung
Hồ sơ cá sấu xoay quanh câu chuyện của vợ chồng Hải và Nguyệt. Cuộc sống của họ bắt đầu thay đổi từ khi Nguyệt được lãnh đạo của mình là Khánh giao cho quản lý một file tài liệu mang tên "hồ sơ cá sấu", một hồ sơ liên quan đến sai phạm của Tuấn, người điều hành một tập đoàn xã hội đen đội lốt doanh nghiệp và đồng thời là sếp của Hải. Việc Nguyệt phải liên tục phải chạy trốn khỏi sự công kích từ Tuấn đã khiến Hải và gia đình cô không yên ổn trong một thời gian dài. Sự việc chỉ chấm dứt khi có sự tham gia của đội cảnh sát điều tra tội phạm do Kim Vũ và Khắc Dũng chỉ huy.
Không chỉ là câu chuyện phá án của cánh sát hình sự, bộ phim còn xoay quanh những cuộc tranh giành quyền lực liên quan đến thị phần làm ăn giữa các phe phái xã hội, cũng như cuộc chiến nội bộ trong ngành công an. Bên cạnh đó là câu chuyện huyết thống giữa chị em Nguyệt - Thu và ông Phương sau sự cố tranh giành tài sản thừa kế từ người mẹ của mình.

## Đón nhận
Là một bộ phim chính luận hiếm hoi trong bối cảnh phim tình cảm gia đình chiếm sóng trong năm 2020 và 2021, Hồ sơ cá sấu đã thu hút được một lượng khán giả nhất định ngay từ khi mới phát sóng. Với tình tiết căng thẳng, bộ phim được các báo Việt Nam đưa tin theo từng tập phim với những tình tiết gây cấn. Không chỉ thu hút được sự theo dõi khi phát sóng trên VTV3, Hồ sơ cá sấu còn thu được hơn 10 triệu lượt xem trên nền tảng app VTV Giải trí. Sau mỗi tập phim, trên các nền tảng phát sóng và mạng xã hội, khán giả xem truyền hình đã để lại nhiều phản hồi tích cực, bày tỏ sự trông đợi tập phim tiếp theo.
Tại lễ trao giải Cánh diều diễn ra vào ngày 22 tháng 12 năm 2021, bộ phim đã thu về được 4 trên tổng số 8 giải thưởng cho hạng mục phim truyền hình: Cánh Diều Vàng, nam diễn viên chính xuất sắc, biên kịch xuất sắc và đạo diễn xuất sắc.

## Tranh cãi
Bên cạnh những phản hồi tích cực, Hồ sơ cá sấu cũng nhận không ít lời phàn nàn và chê bai từ khán giả xem truyền hình. Mặc dù có cốt truyện được xây dựng hấp dẫn, nhưng diễn biến của phim bị khán giả cho rằng quá dài dòng và luẩn quẩn, khiến người xem khó hiểu. Bên cạnh đó, cách lồng ghép mốc thời gian hiện tại và quá khứ thông qua nhiều đoạn hồi tưởng khiến người xem dễ bị nhầm lẫn, dù đây được xem là một "đặc sản" của bộ phim. Trong tập 28 của bộ phim đã xuất hiện cảnh nữ chính Nguyệt bị chủ nợ của chồng cưỡng hiếp, việc thực hiện một cách thô thiển cảnh quay nhạy cảm này nhằm tăng độ kịch tính cho bộ phim đã nhận khá nhiều phản hồi tiêu cực từ khán giả. Phần kết phim cũng gây ra nhiều tranh cãi khi không giải quyết được hết các nghi vấn đã đặt ra trong bộ phim. Nhiều khán giả nhận xét rằng trái ngược với nội dung phim "dài lê thê" thì kết phim lại quá nhanh chóng và chớp nhoáng.

## Diễn viên

### Diễn viên chính
- Mạnh Trường vai Lê Anh Hải.[26][27]
- Kiều Anh vai Trịnh An Nguyệt.[28][29]
- Hoàng Hải vai Phạm Văn Tuấn (Tuấn "mỏ").[30][31]
- Việt Anh vai Đặng Trung.[32][33]
- Ngọc Quỳnh vai Vũ Văn Quyết.[34][35]
- Doãn Quốc Đam vai Trần Đình Cương (Cương "chột").[36][37]
- Phan Minh Huyền vai Trịnh Lệ Thu.[38][39]
- Lan Phương vai Minh Lan.[40][41]
- Phạm Bảo Anh vai Trần Kim Vũ.[42]
- Trọng Lân vai Hoàng Khắc Dũng.[43]

### Diễn viên phụ
- Hoàng Dũng[44]/Trần Đức[45] vai Thứ trưởng Dương Hồng Phương.[a]
- Việt Thắng vai ông Phú.
- Đỗ Kỷ vai ông Huynh.[47]
- Phú Thăng vai ông Phi.
- Đức Hùng vai Đỗ Duy Khánh (Khánh "ma").[48][49]
- Bình Xuyên vai Đinh Hoàng.
- Vĩnh Xương vai Mạc Kiên.
- Tuấn Cường vai ông Hiệu.
- Hoàng Phúc Anh vai Huy "nổ".
- Duy Hưng vai Đạo "đá".
- Anh Tuấn vai Tân "cẩu".
- Danh Thái vai Lập "nghiện".
- Phùng Đức Hiếu vai Hiếu.[50]
- Bá Anh vai Khoa.
- Đào Thúy Hường vai Hải My.[51]
- Lê Tuấn Anh vai Long "nhà thổ".

## Giải thưởng và đề cử
| Năm  | Lễ trao giải              | Hạng mục                     | Đối tượng       | Kết quả        | Nguồn         |
| ---- | ------------------------- | ---------------------------- | --------------- | -------------- | ------------- |
| 2021 | Giải Cánh diều lần thứ 19 | Phim truyện truyền hình      | —               | Cánh diều vàng | [ 52 ] [ 53 ] |
| 2021 | Giải Cánh diều lần thứ 19 | Nam diễn viên chính xuất sắc | Mạnh Trường     | Đoạt giải      | [ 54 ] [ 55 ] |
| 2021 | Giải Cánh diều lần thứ 19 | Biên kịch xuất sắc           | Tạ Hồng Minh    | Đoạt giải      | [ 56 ] [ 57 ] |
| 2021 | Giải Cánh diều lần thứ 19 | Đạo diễn xuất sắc            | Nguyễn Mai Hiền | Đoạt giải      | [ 58 ]        |

## Tạm ngừng phát sóng
Hoãn 5 tập do trùng thời điểm diễn ra sự kiện đặc biệt
- Ngày 20 tháng 11 năm 2020, do trùng với đêm chung kết toàn quốc cuộc thi Hoa hậu Việt Nam 2020.[59]
- Các ngày 11, 12, 18 và 19 tháng 2 năm 2021, do trùng với thời điểm hòa sóng VTV và lịch phát sóng chương trình dịp Tết Nguyên Đán Tân Sửu 2021.